# 赵氏 (吴康之妻)
赵氏，南朝齐女性人物。她的丈夫是晋陵郡（今江苏省常州市）吴康之。
赵氏父亲去世弟弟年幼，遇到饥荒，母亲年老病重。赵氏到乡里乞讨，言辞哀苦，乡里可怜她，人人分出一升米相救，于是得以在饥荒中免死。嫁给吴康之后，不久丈夫亡故，家重想让她改嫁，她誓言不嫁二夫。